# Skjaldemjøden
Skjaldemjøden var i nordisk mytologi en magisk mjød, der gav digteriske evner.

## Mjødens ophav
Kvaser var skabt af spyt fra vaner og aser. Han var vis og kunne svare på alle spørgsmål; men til sidst tog han ind hos de to onde dværge Fjalar og Galar, der dræbte ham og brugte hans blod, blandet med honning, til at brygge skjaldemjøden. De lod hans blod løbe ned i to kar og én kedel, der kaldtes Odrører, mens karrene hed Son og Bodn. Til aserne sagde dværgene, at Kvaser var blevet kvalt af visdom, fordi ingen var kyndig nok til at stille ham kloge spørgsmål.

## Skiftende ejere
Dværgene fik lokket en jætte, der hed Gilling, hjem til sig sammen med hans kone. Sammen med Gilling roede de ud på havet, men kæntrede på et blindskær. Gilling kunne ikke svømme og druknede, mens dværgene fik skibet på ret køl og roede i land. Der fortalte de enken, hvad der var sket, og hun brast i gråd. Fjalar spurgte, om ikke hun ville få det bedre ved at se ud over havet, hvor hendes mand var omkommet. Så bad han sin bror Galar om at slippe en kværnsten ned i hovedet på hende, da han var træt af hendes gråd. Sådan døde hun. Men da sønnen Suttung hørte om sagen, tvang han dværgene med ud på havet og anbragte dem på et skær, der oversvømmedes af tidevandet. De tiggede Suttung om nåde og tilbød ham skjaldemjøden som bod, og det godtog han.

## Kenninger
Suttung gemte mjøden på Hnitbjerg, hvor han satte sin datter Gunlød til at passe på den. Kenninger for skjaldskab er derfor Kvasers blod eller dværgenes drik eller Odrørers eller Bodns eller Sons fylde eller væske, eller dværgenes fartøj (da mjøden jo fik dem i land) eller Suttungs mjød eller Hnitbjergs væde. 
Odin gjorde sig senere til kæreste med Gunlød, der til gengæld lod ham tage tre slurke af mjøden. I den første slurk tømte han hele Odrører, i den anden hele Bodn og i den tredje hele Son. I ørneham fløj han hjem til Asgård, men lidt af mjøden blev spildt - den kaldes de dårlige skjaldes andel. Skjaldekunst blev ellers heddende Odins fangst eller fund eller drik eller gave, eller asernes drik.

## En keltisk parallel
Idéen om poetisk inspiration som en berusende drik kendes også fra keltisk mytologi.  I sagnet om Gwion Bach (senere kendt som skjalden Taliesin) blev han sat til at røre i en kedel, der skulle stå over ilden i et år og en dag. De første tre dråber af væsken i kedlen skulle give visdom; resten af indholdet var giftigt. Tre dråber sprøjtede fra gryden på Gwion Bach, og sådan fik han sine evner. 